# Murex pecten
Il pettine di Venere (Murex pecten Lightfoot, 1786) è un gasteropode marino del genere Murex.

## Distribuzione ed habitat
La specie è diffusa nell'area indo-pacifica, prevalentemente nella fascia tropicale. L'habitat tipico è quello di barriera corallina ad una profondità compresa tra 0 e 340 m (Sealifebase.org, 2010). Lo stato di conservazione della specie non è stato valutato dallo IUCN, ma non sembra destare preoccupazioni.

## Descrizione

### Caratteristiche fisiche
Il canale sifonale estremamente lungo e le numerose spine laterali sono le caratteristiche più evidenti del guscio di questo mollusco che raggiunge, per gli esemplari adulti, una lunghezza compresa tra i 10 e 15 cm. Le spine fungono da protezione nei confronti dei predatori ed evitano l'affondamento dell'animale nei fondali fangosi.

### Alimentazione
Come altre specie dello stesso genere, M. pecten è un gasteropode predatore che si nutre di altri molluschi.

## Utilizzo
Per le sue caratteristiche estetiche, la conchiglia di questo mollusco riveste un certo interesse collezionistico.
|  |  |